# Femme (film, 2023)
Pour les articles homonymes, voir Femme et Femme (homonymie).
Pour plus de détails, voir Fiche technique et Distribution.
Femme est un thriller britannique écrit et réalisé par Sam H. Freeman et Ng Choon Ping et sorti en 2023.
Le film, premier long métrage des réalisateurs, est une adaptation en long métrage de leur court métrage du même nom, nommé aux BAFTA en 2021.
Le film est présenté en première dans la section « Panorama » du 73e Festival international du film de Berlin le 19 février 2023. Il sort dans les cinémas au Royaume-Uni le 1er décembre 2023 par Signature Entertainment.

## Synopsis
L'artiste drag (drag queen) Jules vient de terminer l'un de ses spectacles dans une boîte de nuit de l'est de Londres lorsqu'il sort pour fumer avant de se rendre compte qu'il n'a plus de cigarettes. Il aperçoit un jeune homme lourdement tatoué, Preston, qui l'observe de loin. Preston part alors brusquement. Plus tard, Jules se rend dans une supérette pour acheter des cigarettes en pleine travesti. Il rencontre à nouveau Preston, désormais accompagné de plusieurs amis. Ils commencent à lancer des insultes homophobes à Jules, qui rétorque qu'il a vu Preston le mater. Enragé, Preston suit Jules hors de la boutique et l'agresse brutalement.
Trois mois plus tard, Jules a arrêté de se travestir et est devenu solitaire. Une nuit, il se rend dans un sauna gay, où il est surpris de voir Preston, qui ne semble pas le reconnaître en travesti. Jules le suit jusqu'au vestiaire, où Preston l'invite à venir dans son appartement ; Jules accepte. Lorsque les deux arrivent, ils commencent à avoir des relations sexuelles avant que les amis de Preston n'arrivent, les interrompant. Jules emprunte le sweat à capuche de Preston — une contrefaçon que Preston portait lors de l'agression — et prétend qu'il est là pour acheter de la drogue et part, mais pas avant d'avoir donné son numéro de téléphone à Preston. Jules décide de se venger de Preston pour l'agression en les filmant en train de faire l'amour et en le publiant en ligne.
Jules commence à sortir avec Preston, et ils ont des relations sexuelles plusieurs fois de plus, Preston prenant plaisir à dominer Jules. À une occasion, Preston aperçoit Jules filmer leur rencontre sur son téléphone portable. En colère, il prend le téléphone de Jules et supprime les images. Cependant, il se calme bientôt et les deux ont à nouveau des relations sexuelles, bien que moins agressives qu'avant.
Une nuit, Jules se rend à l'appartement de Preston lorsque les amis de Preston arrivent et perturbent leurs plans. Jules est invité par les amis de Preston à passer du temps avec eux et finalement à aller dans un bar avec eux, ce qu'il fait. Tout au long de la nuit, Jules flirte furtivement avec Preston et le taquine, ce qui les conduit finalement à retourner chez Jules, où Jules commence à dominer Preston. Avec le consentement de Preston, Jules les filme en train de faire l'amour.
Le lendemain, Preston prend son petit-déjeuner avec les deux colocataires de Jules, dont l'un l'invite secrètement à la fête d'anniversaire de Jules, où Jules se produira en travesti pour la première fois depuis l'agression. Alors que Preston s'apprête à partir, il embrasse Jules. Jules se prépare alors à publier les images en ligne mais décide finalement de ne pas le faire. Le soir de la fête, Preston arrive avec un cadeau pour Jules et le donne au colocataire de Jules pour qu'il s'en occupe. Ne réalisant pas que Preston est dans le public, Jules arrive sur scène travesti, où il commence à raconter une histoire à propos d'un « homosexuel » qu'il a séduit. Preston réalise finalement que Jules est la drag queen qu'il a agressée quelques mois plus tôt, et il devient visiblement bouleversé.
Preston tend une embuscade à Jules dans les coulisses, révélant qu'il sait qui il est. Il menace Jules et exige de savoir qui a vu les images. Jules explique qu'il ne l'a montré à personne et qu'il a changé d'avis après avoir connu Preston. Finalement, les deux s'engagent dans une violente bagarre qui se termine avec Preston étranglant Jules presque mortellement. Cependant, Preston s'effondre en larmes et laisse partir Jules. Battu et ensanglanté par le combat, Jules laisse Preston en sanglots et rentre chez lui pour trouver le cadeau emballé de Preston sur son lit. Il l'ouvre ; c'est un authentique sweat à capuche de créateur pour remplacer le faux que Jules avait pris à Preston plus tôt.

## Fiche technique
- Titre original : Femme
- Réalisation : Sam H. Freeman, Ng Choon Ping
- Scénario : Sam H. Freeman, Ng Choon Ping
- Photographie :
- Montage :
- Musique :
- Production :
- Sociétés de production :
- Pays de production : Royaume-Uni
- Langue originale : anglais
- Format : couleur
- Genre : thriller
- Durée : 99 minutes
- Dates de sortie[1] :  
  - Allemagne : 19 février 2023 (Berlin International Film Festival)
  - Royaume-Uni : 20 août 2023 (Edinburgh International Film Festival)

## Distribution
- Nathan Stewart-Jarrett : Jules
- George MacKay : Preston
- Aaron Heffernan : Oz
- John McCrea (en) : Toby
- Asha Reid : Alicia
- Peter Clements : Anton
- Charley Palmer Rothwell : Jack
- Moe Bar-El : Donovan
- Nima Taleghani : Bijan
- Jackson Milner : Lee
- Anita-Joy Uwajeh : Lydia
- Antonia Clarke : Molly
- John Leader : Calvin

## Production
Harris Dickinson et Paapa Essiedu étaient les acteurs principaux du court métrage de 2021.
En mai 2022, il est annoncé que George Mackay et Nathan Stewart-Jarrett dirigeraient l'adaptation en long métrage. Les réalisateurs Sam H. Freeman et Ng Choon Ping remercient le producteur Sam Ritzenberg et le fondateur d'Agile Films Myles Payne pour les avoir aidés à concrétiser l'idée lorsqu'ils ont initialement lancé le court-métrage.
Le tournage principal commence à Londres en juin 2022.

## Sortie
Femme est présenté en première mondiale dans la section « Panorama » du 73e Festival international du film de Berlin le 19 février 2023,. En mai 2023, Utopia a acquis les droits de distribution nord-américains du film, tandis que Signature Entertainment a acquis les droits de distribution au Royaume-Uni et en Irlande en août. Il sort dans les cinémas au Royaume-Uni le 1er décembre 2023. Aux États-Unis, Femme sort en sortie limitée le 22 mars 2024.

## Réception

### Réponse critique
Sur le site d'agrégation de critiques Rotten Tomatoes, le film détient un taux d'approbation de 93 % sur la base de 86 critiques, avec une note moyenne de 8/10. Le consensus des critiques du site Web se lit comme suit : « Sexuellement chargé et criblé de tension, Femme réhabilite le genre noir et peut laisser le public en haleine ».
Metacritic, qui utilise une moyenne pondérée, a attribué au film une note de 69 sur 100, basée sur quatorze critiques, indiquant des critiques « généralement favorables ».

## Récompenses et distinctions
Sauf indication contraire, les informations mentionnées dans cette section peuvent être confirmées par la base de données cinématographiques IMDb,  présente dans la section « Liens externes ».
| Prix                                   | Année | Catégorie                                        | Lauréats                                                     | Résultat   | Réf.   |
| -------------------------------------- | ----- | ------------------------------------------------ | ------------------------------------------------------------ | ---------- | ------ |
| Berlin International Film Festival     | 2023  | GWFF Best First Feature Award                    | Sam H. Freeman, Ng Choon Ping, Myles Payne et Sam Ritzenberg | Nomination | [ 12 ] |
| Berlin International Film Festival     | 2023  | Teddy Award for Best Feature Film                | Sam H. Freeman et Ng Choon Ping                              | Nomination | [ 13 ] |
| British Independent Film Awards        | 2023  | Best Costume Design                              | Buki Ebiesuwa                                                | Lauréat    | ,      |
| British Independent Film Awards        | 2023  | Best Make-Up and Hair Design                     | Marie Deehan                                                 | Lauréat    | ,      |
| British Independent Film Awards        | 2023  | Best Cinematography                              | James Rhodes                                                 | Nomination | ,      |
| British Independent Film Awards        | 2023  | Best Music                                       | Adam Janota Bzowski                                          | Nomination | ,      |
| British Independent Film Awards        | 2023  | Best Music Supervision                           | Ciara Elwis                                                  | Nomination | ,      |
| British Independent Film Awards        | 2023  | British Independent Film Award du meilleur film  | Sam H. Freeman, Ng Choon Ping, Myles Payne et Sam Ritzenberg | Nomination | ,      |
| British Independent Film Awards        | 2023  | Best Director                                    | Sam H. Freeman et Ng Choon Ping                              | Nomination | ,      |
| British Independent Film Awards        | 2023  | Best Joint Lead Performance                      | Nathan Stewart-Jarrett et George MacKay                      | Lauréat    | ,      |
| British Independent Film Awards        | 2023  | Best Screenplay                                  | Sam H. Freeman et Ng Choon Ping                              | Nomination | ,      |
| British Independent Film Awards        | 2023  | The Douglas Hickox Award for Best Debut Director | Sam H. Freeman et Ng Choon Ping                              | Nomination | ,      |
| British Independent Film Awards        | 2023  | Best Debut Screenwriter                          | Sam H. Freeman et Ng Choon Ping                              | Nomination | ,      |
| Festival du film de Jérusalem          | 2023  | Best International Debut                         | Sam H. Freeman et Ng Choon Ping                              | Nomination |        |
| Valladolid International Film Festival | 2023  | Recoletas Award for Best Feature Film            | Sam H. Freeman et Ng Choon Ping                              | Lauréat    | [ 16 ] |
| Festival du film de Zurich             | 2023  | Best International Feature Film                  | Sam H. Freeman et Ng Choon Ping                              | Nomination |        |